# قائمة مشغلي شبكات الهاتف المحمول
هذه قائمة مشغلي شبكات الهاتف المحمول

## الشبكات الأرضية
هذه هي قائمة بأكبر مشغلي شبكة الهاتف المحمول الأرضية في العالم، حسب عدد المشتركين (ومتناسبة مع عدد المشتركين، إذا كانت الشركة تملك حصص في شركات أخرى).
| مرتبة | الشركة                  | الأسواق الرئيسية (ملكية 100% مالم ينص على عكس ذلك) | التقنية | مشنركين في شركات تابعة (بالمليون) | مجموع المشتركين (بالمليون) | ملكية                                                                                        |  |
| ----- | ----------------------- | --- | --- | --------------------------------- | -------------------------- | -------------------------------------------------------------------------------------------- |  |
| 1     | تشاينا موبايل           | القائمة .. - (تشاينا موبايل هونج كونج المحدودة) - Pakistan (Zong) - Thailand (شركة ترو) | القائمة .. - النظام العالمي للإتصالات المتنقلة، جي بي آر إس، معدلات البيانات المحسنة لتطور نظام جي إس إم، النظام العالمي للاتصالات المتنقلة, - النظام العالمي للاتصالات المتنقلة - تطور طويل الأمد، تطور طويل الأمد (شبكات إتصالات) (Hong Kong only)                       |                                   | 817.20 (يونيو 2015)        | ممتلكات الدولة الصينية (74.25%) الجمهور (25.75%)                                             |  |
| 2     | فودافون                 | القائمة .. - United Kingdom (فودافون المملكة المتحدة) - Albania (فودافون ألبانيا ‏) - Australia (فودافون أستراليا ‏) - Brazil (Vodafone Brazil) - Czech Republic (فودافون تشيك ‏) - Egypt (فودافون مصر) - Germany (فودافون ألمانيا ‏) - Ghana (فودافون غانا ‏) - Greece (فودافون اليونان ‏) - Hungary (فودافون المجر ‏) - الهند (Vodafone الهند) - Ireland (فودافون أيرلندا) - Italy (فودافون إيطاليا ‏) - Kenya (Safaricom 40%) - Malta (Vodafone Malta) - Netherlands (فودافون هولندا ‏) - New Zealand (Vodafone New Zealand) - Portugal (فودافون البرتغال ‏) - Qatar (فودافون) - Romania (فودافون رومانيا ‏) - South Africa (فوداكوم (65%)) - Spain (Vodafone Spain) - تركيا (فودافون تركيا) - Oman (فودافون عمان) | القائمة .. - النظام العالمي للإتصالات المتنقلة، جي بي آر إس، معدلات البيانات المحسنة لتطور نظام جي إس إم, - سرعة النفاذ للحزم، HSPA+ - تطور طويل الأمد (شبكات إتصالات) |                                   | 449.19 (يونيو 2015)        |                                                                                              |  |
| 3     | بهارتي إيرتيل           | القائمة .. - Bangladesh (Airtel Bangladesh ‏) - Burkina Faso - Chad - Democratic Republic of the Congo - Gabon - Ghana - Guernsey - الهند - Jersey - Kenya - Madagascar - Malawi - Niger - Nigeria - Republic of the Congo - Rwanda - Seychelles - Sierra Leone - Sri Lanka (Airtel Sri Lanka ‏) - Tanzania - Uganda - Zambia | القائمة .. - النظام العالمي للإتصالات المتنقلة، جي بي آر إس، معدلات البيانات المحسنة لتطور نظام جي إس إم - سرعة النفاذ للحزم، HSPA+ - تطور طويل الأمد (شبكات إتصالات) |                                   | 331.386 (يونيو 2015)       | Bharti Enterprises (52.7%) سينج تل (30.8%)                                                   |  |
| 4     | أمريكا موفيل            | القائمة .. - Mexico (Telcel) - Argentina (Claro) - Brazil (Claro) - Chile (Claro) - Colombia (Claro) - Costa Rica (Claro) - Dominican Republic (Claro) - Ecuador (Claro) - El Salvador (Claro) - Guatemala (Claro) - Honduras (Claro) - Nicaragua (Claro) - Panama (Claro) - Paraguay (Claro) - Peru (Claro) - بورتوريكو (Claro) - United States (Tracfone, Net10, StraightTalk, SafeLink ‏) - United States Virgin Islands (Tracfone, Net10, StraightTalk, SafeLink ‏) - Uruguay (Claro) - Austria (Telekom Austria) | القائمة .. - D-AMPS، cdmaOne، سي دي إم أي 2000، إيف دو ريف بي - النظام العالمي للإتصالات المتنقلة، جي بي آر إس، معدلات البيانات المحسنة لتطور نظام جي إس إم - النظام العالمي للاتصالات المتنقلة، HSPA+ - تطور طويل الأمد (شبكات إتصالات)                                   |                                   | 289.65 (March 2015)        |                                                                                              |  |
| 5     | تشاينا يونيكوم          | القائمة .. - China | القائمة .. - النظام العالمي للإتصالات المتنقلة، جي بي آر إس، معدلات البيانات المحسنة لتطور نظام جي إس إم - النظام العالمي للاتصالات المتنقلة، سرعة النفاذ للحزم، سرعة النفاذ للحزم، HSPA+ - تطور طويل الأمد , تطور طويل الأمد (شبكات إتصالات) (planned)                    |                                   | 289.31 (يونيو 2015)        | تشاينا يونيكوم المحدودة (40.92%) China Netcom Group (29.49%) تليفونيكا (9.7%)                |  |
| 6     | أكسياتا جروب بيرهاد     | القائمة .. - Malaysia (Celcom)(100%) - Bangladesh (Robi)(92%) - Cambodia (Smart)(100%) - الهند (Idea Cellular)(19.96%) - Indonesia (XL)(66.55%) - Singapore (M1)(29.12%) - Sri Lanka (Dialog)(84.97%) | القائمة .. - النظام العالمي للإتصالات المتنقلة، جي بي آر إس، معدلات البيانات المحسنة لتطور نظام جي إس إم - النظام العالمي للاتصالات المتنقلة، سرعة النفاذ للحزم، HSPA+ - تطور طويل الأمد (شبكات إتصالات)                                                                   |                                   | 260.0 (يونيو 2015)         | حكومة ماليزيا (45.09%) مساهمة عامة (54.91%)                                                  |  |
| 7     | تليفونيكا               | القائمة .. - Spain (موفيستار) - Argentina (موفيستار) - Brazil (Vivo) - Chile (موفيستار) - Colombia (موفيستار) - Costa Rica (موفيستار) - Ecuador (موفيستار) - El Salvador (موفيستار) - Germany (O2) - Guatemala (موفيستار) - Italy - Mexico - Nicaragua (موفيستار) - Panama (موفيستار) - Peru (موفيستار) - Sudan (Sudan Unicom) - Uruguay (موفيستار) - Venezuela (موفيستار) - United Kingdom (O2) | القائمة .. - D-AMPS، cdmaOne، سي دي إم أي 2000 - النظام العالمي للإتصالات المتنقلة، جي بي آر إس، معدلات البيانات المحسنة لتطور نظام جي إس إم - النظام العالمي للاتصالات المتنقلة، سرعة النفاذ للحزم - تطور طويل الأمد (شبكات إتصالات)                                      |                                   | 253.60 (يونيو 2015)        |                                                                                              |  |
| 8     | إم تي إن جروب           | القائمة .. - South Africa - Afghanistan (91%) - Benin (75%) - Botswana (53%) - Cameroon (70%) - Republic of the Congo - Cote d'Ivoire (65%) - Cyprus - Ghana (98%) - Guinea (75%) - Guinea-Bissau - Iran (49%) - Liberia (60%) - Nigeria (78.7%) - Rwanda (80%) - Sudan (85%) - Swaziland (30%) - Syria (75%) - Uganda (96%) - Yemen (85%) - Zambia (86%) | القائمة .. - النظام العالمي للإتصالات المتنقلة، جي بي آر إس، معدلات البيانات المحسنة لتطور نظام جي إس إم - النظام العالمي للاتصالات المتنقلة، سرعة النفاذ للحزم، HSPA+ - تطور طويل الأمد (شبكات إتصالات)                                                                   |                                   | 231.00 (يونيو 2015)        | مساهمة عامة (68.02%) Government Employees Pension Fund (17.23%) M1(7.72%)                    |  |
| 9     | فيمبلكوم                | القائمة .. - Russia (Beeline Russia, GT) - Armenia (Beeline Armenia) - Cambodia (Beeline Cambodia) (sold) - Georgia (Beeline Georgia) - Kazakhstan (Beeline Kazakhstan) - Kyrgyzstan (Beeline Kyrgyzstan) - Laos (Beeline Laos) (sold) - Tajikistan (Beeline Tajikistan) - Ukraine (Kyivstar) - Uzbekistan (Beeline Uzbekistan) - Algeria (جازي) - Bangladesh (بنغلادالينك) - Burundi (Leo) (sold) - Central African Republic (Telecel) (sold) - Italy (WIND) - Pakistan (Mobilink) - Zimbabwe (Telecel) (sold) | القائمة .. - النظام العالمي للإتصالات المتنقلة، جي بي آر إس، معدلات البيانات المحسنة لتطور نظام جي إس إم - النظام العالمي للاتصالات المتنقلة، سرعة النفاذ للحزم، HSPA+ - تطور طويل الأمد (شبكات إتصالات)                                                                   |                                   | 213.40 (يونيو 2015)        | تيلينور (42.95%) ألتيمو (47.8517%) Public (9.1983%)                                          |  |
| 10    | الصين للاتصالات         | القائمة .. - China - United Kingdom (CTExcelbiz) | القائمة .. - سي دي إم أيه، إيف دو ريف بي - تطور طويل الأمد (planned) |                                   | 191.44 (يونيو 2015)        |                                                                                              |  |
| 11    | أورانج                  | القائمة .. - France (Orange France) - Armenia (Orange Armenia) - Austria (Orange Austria (35%)) - Belgium (Mobistar (52.91%)) - Botswana (Orange Botswana) - Cameroon (Orange Cameroon) - Dominica - Dominican Republic (Orange Dominicana) - Egypt (Mobinil) - Equatorial Guinea (Orange Equatorial Guinea) - غويانا الفرنسية - Israel - ساحل العاج - Jordan (Orange Jordan) - Kenya (Orange Kenya) - Liechtenstein - Madagascar (Orange Madagascar) - Mali (Orange Mali) - مارتينيك - Mauritius - Moldova (Orange Moldova (94.3%)) - Niger (Orange Niger) - Poland (Orange Polska) - Réunion (Orange Réunion) - Romania (Orange Romania (96.8%)) - Saint Kitts and Nevis - Senegal (Orange Senegal) - Slovakia (Orange Slovensko) - Spain (Orange España) - Togo - Tunisia - Uganda (Orange Uganda) - United Kingdom (EE (50%)) | القائمة .. - النظام العالمي للإتصالات المتنقلة، جي بي آر إس، معدلات البيانات المحسنة لتطور نظام جي إس إم - النظام العالمي للاتصالات المتنقلة، سرعة النفاذ للحزم، HSPA+ - تطور طويل الأمد (شبكات إتصالات)                                                                   |                                   | 189.82 (يونيو 2015)        |                                                                                              |  |
| 12    | تيلينور                 | القائمة .. - Norway (تيلينور)(100%) - Bangladesh (Grameenphone)(55.8%) - Bulgaria (Telenor Bulgaria ‏) - Denmark (Telenor Denmark) - Hungary (Telenor Hungary) - الهند (Uninor) - Malaysia (DiGi) - Montenegro (Telenor Montenegro) - Myanmar(Telenor Myanmar) - Pakistan (Telenor Pakistan) - Russia (فيمبلكوم) - Serbia (Telenor Serbia) - Sweden (Telenor Sweden) - Thailand (dtac) | القائمة .. - النظام العالمي للإتصالات المتنقلة، جي بي آر إس، معدلات البيانات المحسنة لتطور نظام جي إس إم - النظام العالمي للاتصالات المتنقلة، سرعة النفاذ للحزم - تطور طويل الأمد (شبكات إتصالات)                                                                          |                                   | 189.00 (يونيو 2015)        | Government of Norway (53,97%) الصندوق التقاعدي الحكومي النرويجي (4,79%) مساهمة عامة (41,74%) |  |
| 13    | تلياسونيرا              | القائمة .. - Sweden - Finland (تلياسونيرا) - Azerbaijan (Azercell) - Bulgaria (Telenor Bulgaria ‏) - Denmark - Estonia (EMT) - Georgia (Geocell) - Kazakhstan (Kcell) - Latvia (LMT) 49% - Lithuania (Omnitel) - Russia (MegaFon) - Moldova (Moldcell) - Nepal (Ncell) - Norway (NetCom) - Spain (Yoigo) - Tajikistan (Tcell) - Uzbekistan (يوسيل) | القائمة .. - النظام العالمي للإتصالات المتنقلة، جي بي آر إس، معدلات البيانات المحسنة لتطور نظام جي إس إم - النظام العالمي للاتصالات المتنقلة، سرعة النفاذ للحزم، HSPA+ - تطور طويل الأمد (شبكات إتصالات)                                                                   |                                   | 163.9 (ديسمبر 2013)        | 37.3% Government of Sweden, 11.7% Government of Finland                                      |  |
| 14    | شركة الاتصالات السعودية | القائمة .. - السعودية - Malaysia (Maxis (25%)) - Indonesia - Kuwait (VIVA) - Bahrain (VIVA) - Jordan - الهند - South Africa - Lebanon | القائمة .. - النظام العالمي للإتصالات المتنقلة، جي بي آر إس، معدلات البيانات المحسنة لتطور نظام جي إس إم - النظام العالمي للاتصالات المتنقلة، سرعة النفاذ للحزم - تطور طويل الأمد (شبكات إتصالات)                                                                          |                                   | 161 (ديسمبر 2013)          | PIF صندوق الأستثمارات العامة (70% ) الجمهور (30%)                                            |  |
| 15    | تي موبايل               | القائمة .. - Austria (تي موبايل) - Croatia - Czech Republic (تي موبايل) - Germany (Telekom Deutschland) - Greece (منظمة الاتصالات اليونانية ‏) - Hungary (تي موبايل) - Macedonia - Montenegro - Netherlands (تي موبايل) - Poland (تي موبايل بولندا ‏) - Puerto Rico (تي موبايل) - Slovakia (تي موبايل) - United Kingdom (EE (50%)) - United States (تي موبايل الولايات المتحدة ‏) - United States Virgin Islands (تي موبايل الولايات المتحدة ‏) | القائمة .. - النظام العالمي للإتصالات المتنقلة، جي بي آر إس، معدلات البيانات المحسنة لتطور نظام جي إس إم, - النظام العالمي للاتصالات المتنقلة، سرعة النفاذ للحزم، HSPA+، الوصول عالي السرعة المعزز لرزم البيانات - تطور طويل الأمد (شبكات إتصالات)                         |                                   | 152.40 (March 2015)        | دويتشه تيليكوم                                                                               |  |
| 16    | إي آند                  | القائمة .. - United Arab Emirates - Afghanistan - Benin - Central African Republic - Egypt (66%) - Gabon - Indonesia (XL Axiata (13.3%)) - ساحل العاج - Niger - Nigeria (40%) - Pakistan (26%) - السعودية (27%) - Sri Lanka (Etisalat Lanka ‏) - Sudan (89%) - Tanzania (65%) - Togo | القائمة .. - النظام العالمي للإتصالات المتنقلة، جي بي آر إس، معدلات البيانات المحسنة لتطور نظام جي إس إم - النظام العالمي للاتصالات المتنقلة، سرعة النفاذ للحزم - تطور طويل الأمد (شبكات إتصالات)                                                                          |                                   | 148 (ديسمبر 2013)          | هيئة الإمارات للاستثمار (60.03%)                                                             |  |
| 17    | Idea Cellular           | الهند | القائمة .. - النظام العالمي للإتصالات المتنقلة، جي بي آر إس، معدلات البيانات المحسنة لتطور نظام جي إس إم - النظام العالمي للاتصالات المتنقلة، سرعة النفاذ للحزم |                                   | 143.5 (September 2014)     | مجموعة أديتيا بيرلا (49.05%) أكسياتا جروب بيرهاد (19.1%) Providence Equity ‏ (10.6%)          |  |
| 18    | فيرايزون وايرلس         | United States | القائمة .. - سي دي إم أيه، إيف دو ريف بي - تطور طويل الأمد (شبكات إتصالات) |                                   | 135.4 (August 2015)        | فيرايزون للاتصالات                                                                           |  |
| 19    | AT&T Mobility           | القائمة .. - United States - بورتوريكو - جزر العذراء الأمريكية | القائمة .. - النظام العالمي للإتصالات المتنقلة، جي بي آر إس، معدلات البيانات المحسنة لتطور نظام جي إس إم - النظام العالمي للاتصالات المتنقلة، سرعة النفاذ للحزم، HSPA+ - تطور طويل الأمد (شبكات إتصالات)                                                                   |                                   | 123.9 (يوليو 2015)         | إيه تي آند تي                                                                                |  |
| 20    | إتصالات ريلانس          | الهند | القائمة .. - سي دي إم أيه، سي دي إم أي 2000، سي دي إم أي 2000، إيف دو ريف بي - النظام العالمي للإتصالات المتنقلة، جي بي آر إس، معدلات البيانات المحسنة لتطور نظام جي إس إم - النظام العالمي للاتصالات المتنقلة، سرعة النفاذ للحزم، HSPA+ - تطور طويل الأمد (شبكات إتصالات) |                                   | 110 (September 2014)       | رليانس جروب                                                                                  |  |
| 21    | TIM                     | القائمة .. - Italy (TIM) - Brazil (TIM) - San Marino (TIM) - Vatican City (TIM) | القائمة .. - النظام العالمي للإتصالات المتنقلة، جي بي آر إس، معدلات البيانات المحسنة لتطور نظام جي إس إم - النظام العالمي للاتصالات المتنقلة، سرعة النفاذ للحزم، HSPA+ - تطور طويل الأمد (شبكات إتصالات)                                                                   |                                   | 105.2 (September 2014)     |                                                                                              |  |
| 22    | MTS                     | القائمة .. - Russia (MTS Russia) - Armenia (VivaCell-MTS) - Belarus (MTS Belarus) - الهند (اتصالات ريلانس) - Turkmenistan (MTS Turkmenistan) - Ukraine (MTS Ukraine) - Uzbekistan (MTS Uzbekistan) | القائمة .. - سي دي إم أيه - النظام العالمي للإتصالات المتنقلة، جي بي آر إس، معدلات البيانات المحسنة لتطور نظام جي إس إم - النظام العالمي للاتصالات المتنقلة - تطور طويل الأمد (شبكات إتصالات)                                                                              |                                   | 103.3 (March 2014)         | سيستيما (50.8%)                                                                              |  |
| 23    | كيوتل                   | القائمة .. - Qatar - Algeria (Nedjma (46,4%)) - Indonesia (Indosat (65%)) - Iraq (آسياسيل (30%)) - Kuwait - Maldives - Myanmar - Oman (Nawras (56%)) - Tunisia | القائمة .. - سي دي إم أيه، إيف دو ريف بي - النظام العالمي للإتصالات المتنقلة، جي بي آر إس، معدلات البيانات المحسنة لتطور نظام جي إس إم - النظام العالمي للاتصالات المتنقلة، سرعة النفاذ للحزم، HSPA+ - تطور طويل الأمد (شبكات إتصالات)                                     |                                   | 96.7 (Q1 2014)             |                                                                                              |  |
| 24    | BSNL                    | الهند | القائمة .. - سي دي إم أيه، إيف دو ريف بي - النظام العالمي للإتصالات المتنقلة، جي بي آر إس، معدلات البيانات المحسنة لتطور نظام جي إس إم - النظام العالمي للاتصالات المتنقلة، سرعة النفاذ للحزم - وايماكس                                                                    |                                   | 96.28 (October 2012)       | الحكومة الهندية                                                                              |  |
| 25    | Aircel                  | الهند | القائمة .. - النظام العالمي للإتصالات المتنقلة، جي بي آر إس، معدلات البيانات المحسنة لتطور نظام جي إس إم - النظام العالمي للاتصالات المتنقلة، سرعة النفاذ للحزم، سرعة النفاذ للحزم - وايماكس                                                                               |                                   | 79.6(يناير 2015)           | Maxis (74%) Apollo Hospitals (26%)                                                           |  |
| 26    | Smart                   | الفلبين | القائمة .. - النظام العالمي للإتصالات المتنقلة، جي بي آر إس، معدلات البيانات المحسنة لتطور نظام جي إس إم - النظام العالمي للاتصالات المتنقلة، سرعة النفاذ للحزم، سرعة النفاذ للحزم، HSPA+ - تطور طويل الأمد (شبكات إتصالات) - وايماكس                                      |                                   | 72.5 (September 2013)      |                                                                                              |  |
| 27    | تركسل                   | القائمة .. - أذربيجان (Azercell) - بيلاروسيا (Life:), 80%) - جورجيا (Geocell) - كازاخستان (Kcell) - مولدوفا (Moldcell) - شمال قبرص (KKTCell) - تركيا (تركسل) - أوكرانيا(لايف سيل) | القائمة .. - PDC، حرية الوصول إلى الوسائط المتعددة المتنقلة - النظام العالمي للإتصالات المتنقلة، جي بي آر إس - النظام العالمي للاتصالات المتنقلة، سرعة النفاذ للحزم، الوصول عالي السرعة المعزز لرزم البيانات                                                               |                                   | 70.7 (Q3 2013)             | TeliaSonera (38%) Cukurova Group (26.12%) M.V.Holding (1.18%) مساهمة عامة (34.7%)            |  |
| 28    | MegaFon                 | Russia | القائمة .. - النظام العالمي للإتصالات المتنقلة, - جي بي آر إس، معدلات البيانات المحسنة لتطور نظام جي إس إم - النظام العالمي للاتصالات المتنقلة، سرعة النفاذ للحزم |                                   | 68 (Q2 2014)               | تلياسونيرا (35.6%) ألتيمو (25.1%) AF Telecom (8%)                                            |  |
| 29    | Tata DoCoMo             | الهند | القائمة .. - سي دي إم أيه، إيف دو ريف بي - النظام العالمي للإتصالات المتنقلة، جي بي آر إس، معدلات البيانات المحسنة لتطور نظام جي إس إم - النظام العالمي للاتصالات المتنقلة، HSPA+ - وايماكس                                                                                |                                   | 77.4(يناير 2015)           | Tata Teleservices (74%) إن تي تي دوكومو (26%)                                                |  |
| 30    | Maxis                   | القائمة .. - ماليزيا (Maxis (75%)) - الهند (Aircel (74%)) | القائمة .. - النظام العالمي للإتصالات المتنقلة، جي بي آر إس، معدلات البيانات المحسنة لتطور نظام جي إس إم - النظام العالمي للاتصالات المتنقلة، سرعة النفاذ للحزم، HSPA+ - تطور طويل الأمد (شبكات إتصالات)                                                                   |                                   | 63.71 (ديسمبر 2010)        | أناندا كريشنان (75%) شركة الاتصالات السعودية (25%)                                           |  |

## عن طريق الساتل
هذه أكبر 5 مشغلي شبكات الساتل حسب عدد المشتركين.
| الترتيب | المشغل      | التقنية                 | المشتركين (بالملايين) | الملكية |
| ------- | ----------- | ----------------------- | --------------------- | ------- |
| 1       | قلوبال ستار | Proprietary سي دي ام اي | 0.382 (سبتمبر 2009)   |         |
| 2       | إيريديوم    | Proprietary TDMA        | 0.347 (يونيو 2009)    |         |
| 3       | الثريا      | Proprietary FDMA        | 0.260 (ديسمبر 2007)   |         |
| 4       | إنمارسات    |                         | 0.254 (سبتمبر 2009)   |         |
| 5       | ACeS        |                         | 0.020 (ديسمبر 2007)   |         |

## حسب المنطقة
- قائمة الشبكات الخلوية في الوطن العربي